# Emoia pseudocyanura
Emoia pseudocyanura — вид сцинкоподібних ящірок родини сцинкових (Scincidae). Мешкає у Папуа Новій Гвінеї та на Соломонових Островах.

## Поширення і екологія
Emoia pseudocyanura мешкають на островах Бугенвіль, Шуазель, Шортленд, Санта Ізабель, Рассела, Гуадалканал, Нггела і Малаїта в архіпелазі Соломонових островах. Вони живуть у вологих рівнинних тропічних лісах, на узліссях та в садах. Зустрічаються на висоті до 1000 м над рівнем моря.